# Yding Skovhøj
O Yding Skovhøj é um dos pontos mais altos da Dinamarca, com apenas 170,77 m de altitude natural (muito perto da altitude de 170,86 m do Møllehøj, a mais alta elevação natural do país). Fica localizado na península da Jutlândia. 
No topo do Yding Skovhøj existem mamoas da Idade do Bronze que permitem aumentar a altitude para 172,54 m, mas esta altitude artificial não é geralmente considerada na comparação com outros pontos.